# Google Voice Search
Google Voice Search (pol. wyszukiwanie głosowe Google) – oprogramowanie Google, które umożliwia użytkownikom korzystanie z wyszukiwania głosowego poprzez przetwarzanie sygnału głosowego (mowa) w tekst. Usługa jest dostępna na urządzeniach mobilnych oraz komputerach. Wyszukiwanie głosowe pozwala szybciej generować zapytania w wyszukiwarce Google, dodatkowo jest wykorzystywane przez oficjalnego Asystenta Google.
Konkurencyjnym oprogramowaniem dla Google Voice Search jest wyszukiwanie głosowe wykorzystywane przez Apple, określane jako Siri.

## Historia
30 października 2012 r. Google wydało nową aplikację Google Search na iOS, która zawierała ulepszoną funkcję wyszukiwania głosowego Google, podobną do funkcji wyszukiwania głosowego znalezionego w Google Android Jelly Bean i miała na celu konkurowanie z własnym asystentem głosu Siri Siri. Od maja 2016 r. 20% zapytań wyszukiwania na urządzeniach mobilnych zostało wykonanych głosem z liczbą, która ma się rozwijać.

## Usługi wspierane przez Google Voice Search
- Wyszukiwarka Google
- Mapy Google
- Grafika Google
- Zakupy Google
- Wiadomości Google
- Asystent Google